# Kamer van volksvertegenwoordigers (samenstelling 1932-1936)
De lijst van leden van de Belgische Kamer van volksvertegenwoordigers van 1932 tot 1936. De Kamer van volksvertegenwoordigers telde toen 187 leden. Het nationale kiesstelsel was in die periode gebaseerd op algemeen enkelvoudig stemrecht voor alle mannelijke Belgen van 21 jaar en ouder, volgens een systeem van evenredige vertegenwoordiging op basis van de methode-D'Hondt, gecombineerd met een districtenstelsel.
De 30ste legislatuur van de Kamer van volksvertegenwoordigers liep van 20 december 1932 tot 8 april 1936 en volgde uit de verkiezingen van 27 november 1932.
Tijdens deze legislatuur waren achtereenvolgens de regering-De Broqueville IV (december 1932 - juni 1934), de regering-De Broqueville V (juni - november 1934), de regering-Theunis IV (november 1934 - maart 1935) en de regering-Van Zeeland I (maart 1935 - mei 1936) in functie. De eerste drie regeringen steunden op een meerderheid van katholieken en liberalen, de regering-Van Zeeland II op een meerderheid van katholieken, liberalen en socialisten.
De oppositie bestond dus uit de socialisten (tot maart 1935), de Vlaams-nationalisten en de communisten.

## Zittingen
In de 30ste zittingsperiode (1932-1936) vonden vier zittingen plaats. Van rechtswege kwamen de Kamers ieder jaar bijeen op de tweede dinsdag van november.
| Zitting                | Opening          | Sluiting         |
| ---------------------- | ---------------- | ---------------- |
| 1ste zitting 1932-1933 | 20 december 1932 | 9 november 1933  |
| 2de zitting 1933-1934  | 14 november 1933 | 11 augustus 1934 |
| 3de zitting 1934-1935  | 13 november 1934 | 31 juli 1935     |
| 4de zitting 1935-1936  | 12 november 1935 | 13 april 1936    |

## Samenstelling
| Begin legislatuur (1932) | Begin legislatuur (1932) | Begin legislatuur (1932) | Einde legislatuur (1936) | Einde legislatuur (1936) | Einde legislatuur (1936) |
| Fractie                  | Fractie                  | Zetels                   | Fractie                  | Fractie                  | Zetels                   |
| ------------------------ | ------------------------ | ------------------------ | ------------------------ | ------------------------ | ------------------------ |
|                          | Katholieken              | 79                       |                          | Katholieken              | 79                       |
|                          | Socialisten              | 73                       |                          | Socialisten              | 73                       |
|                          | Liberalen                | 24                       |                          | Liberalen                | 24                       |
|                          | Vlaams-nationalisten     | 8                        |                          | Vlaams-nationalisten     | 7                        |
|                          | Communisten              | 3                        |                          | Communisten              | 3                        |
|                          |                          |                          |                          | Onafhankelijke           | 1                        |

### Wijzigingen in fractiesamenstelling
- In 1934 werd Karel Leopold Van Opdenbosch uit de Vlaams-nationalistische fractie gestoten. Hij zetelde vanaf dan als onafhankelijke.

## Lijst van de volksvertegenwoordigers
| Volksvertegenwoordiger           | Partij             | Kieskring                 | Opmerkingen |
| -------------------------------- | ------------------ | ------------------------- | --- |
| Frans Van Cauwelaert             | Katholiek          | Antwerpen                 | |
| Robert de Kerchove d'Exaerde     | Katholiek          | Antwerpen                 | Ondervoorzitter en voorzitter van de commissie Landbouw, de commissie Sociale Voorzorg en Volksgezondheid en de commissie Nijverheid en Arbeid. |
| Hendrik Marck                    | Katholiek          | Antwerpen                 | |
| Hubert Mampaey                   | Katholiek          | Antwerpen                 | |
| Werner Koelman                   | Katholiek          | Antwerpen                 | |
| Joseph De Hasque                 | Katholiek          | Antwerpen                 | |
| Leo Delwaide                     | Katholiek          | Antwerpen                 | |
| Louis Joris                      | Liberaal           | Antwerpen                 | |
| Paul Baelde                      | Liberaal           | Antwerpen                 | |
| Camille Huysmans                 | Socialist          | Antwerpen                 | |
| Willem Eekelers                  | Socialist          | Antwerpen                 | |
| Jan-Baptist Samyn                | Socialist          | Antwerpen                 | |
| Urbain Jamar                     | Socialist          | Antwerpen                 | |
| Frans De Schutter                | Socialist          | Antwerpen                 | |
| Lode Craeybeckx                  | Socialist          | Antwerpen                 | |
| Philip Van Isacker               | Katholiek          | Mechelen                  | |
| Edgar Maes                       | Katholiek          | Mechelen                  | |
| Oscar Vankesbeeck                | Liberaal           | Mechelen                  | |
| Désiré Bouchery                  | Socialist          | Mechelen                  | Secretaris. |
| Gaston Fromont                   | Socialist          | Mechelen                  | |
| Alphonse Van Hoeck               | Katholiek          | Turnhout                  | Secretaris. |
| Jan-Baptist Rombauts             | Katholiek          | Turnhout                  | |
| Augustinus Hens                  | Socialist          | Turnhout                  | Vervangt vanaf 13 november 1934 de overleden Armand van der Gracht de Rommerswael. |
| Thomas Debacker                  | Vlaams-nationalist | Turnhout                  | |
| Charles du Bus de Warnaffe       | Katholiek          | Brussel                   | Vervangt vanaf 18 juli 1934 de overleden Jules Renkin. Renkin was tot 16 mei 1934 voorzitter van de katholieke fractie. |
| Henri Carton de Wiart            | Katholiek          | Brussel                   | Vanaf 13 november 1935 voorzitter van de katholieke fractie. |
| Emile van Dievoet                | Katholiek          | Brussel                   | |
| Corneille Fieullien              | Katholiek          | Brussel                   | Quaestor. |
| Emmanuel De Winde                | Katholiek          | Brussel                   | |
| Herman Vergels                   | Katholiek          | Brussel                   | |
| Jan Van den Eynde                | Katholiek          | Brussel                   | |
| Jules Coelst                     | Katholiek          | Brussel                   | |
| Paul Wauwermans                  | Katholiek          | Brussel                   | |
| Albert Devèze                    | Liberaal           | Brussel                   | |
| Paul Hymans                      | Liberaal           | Brussel                   | |
| Léon Mundeleer                   | Liberaal           | Brussel                   | Ondervoorzitter en voorzitter van de commissie Landsverdediging, de commissie Binnenlandse Zaken en de commissie Onderwijs, Kunsten en Wetenschappen. |
| Adolphe Max                      | Liberaal           | Brussel                   | Voorzitter van de liberale fractie. |
| Raymond Foucart                  | Liberaal           | Brussel                   | |
| Joseph Vandemeulebroek           | Liberaal           | Brussel                   | |
| Marcel-Henri Jaspar              | Liberaal           | Brussel                   | |
| Emile Vandervelde                | Socialist          | Brussel                   | |
| Fernand Brunfaut                 | Socialist          | Brussel                   | |
| Max Hallet                       | Socialist          | Brussel                   | Ondervoorzitter en voorzitter van de commissie Spoorwegen, Posterijen, Telegrafie en Scheepvaart, de commissie Financiën, Begroting en Bezuinigingen en de commissie Openbare Werken en Wegen. Tevens voorzitter van de socialistische fractie.                                   |
| Léon Meysmans                    | Socialist          | Brussel                   | Vervangt vanaf 20 december 1932 de overleden Guillaume Melckmans. Meysmans is ondervoorzitter en voorzitter van de commissie Handel en Economische Zaken, de commissie Oorlogsschade en Verwoeste Gewesten en de commissie Justitie en Burgerlijke en Strafrechtelijke Wetgeving. |
| Frans Fischer                    | Socialist          | Brussel                   | Quaestor. |
| Paul-Henri Spaak                 | Socialist          | Brussel                   | |
| François Gelders                 | Socialist          | Brussel                   | |
| Louis Uytroever                  | Socialist          | Brussel                   | |
| Pierre Finné                     | Vlaams-nationalist | Brussel                   | Vervangt vanaf 7 april 1936 Hendrik Borginon, die ontslag neemt om zich voltijds met de verkiezingscampagne van de volgende nationale verkiezingen bezig te houden. Borginon was tot 7 april 1936 voorzitter van de Vlaams-nationalistische/VNV-fractie                           |
| Joseph Jacquemotte               | Communist          | Brussel                   | |
| Prosper Poullet                  | Katholiek          | Leuven                    | Voorzitter van de katholieke fractie van 16 mei 1934 tot 25 maart 1935. |
| Fernand de Wouters d'Oplinter    | Katholiek          | Leuven                    | |
| Albert de Vleeschauwer           | Katholiek          | Leuven                    | |
| Jules Sieben                     | Katholiek          | Leuven                    | |
| Charles Dejaegher                | Liberaal           | Leuven                    | |
| Edmond Doms                      | Socialist          | Leuven                    | |
| Auguste Smets                    | Socialist          | Leuven                    | |
| Pierre de Burlet                 | Katholiek          | Nijvel                    | |
| Jules Mathieu                    | Socialist          | Nijvel                    | |
| Henri Delor                      | Socialist          | Nijvel                    | |
| Henri Lepage                     | Socialist          | Nijvel                    | |
| René Debruyne                    | Katholiek          | Brugge                    | |
| Maurice Geûens                   | Katholiek          | Brugge                    | |
| Jules Boedt                      | Liberaal           | Brugge                    | |
| Achiel Van Acker                 | Socialist          | Brugge                    | |
| Gustave Sap                      | Katholiek          | Roeselare-Tielt           | |
| Adolf De Jaegere                 | Katholiek          | Roeselare-Tielt           | |
| René Desmedt                     | Katholiek          | Roeselare-Tielt           | |
| Emile Allewaert                  | Katholiek          | Roeselare-Tielt           | |
| Adiel Dierkens                   | Socialist          | Roeselare-Tielt           | |
| Arthur Mayeur                    | Katholiek          | Kortrijk                  | |
| Ernest Reynaert                  | Katholiek          | Kortrijk                  | |
| Jules Coussens                   | Katholiek          | Kortrijk                  | Vervangt vanaf 18 oktober 1933 de overleden Henri Duchatel. |
| August Debunne                   | Socialist          | Kortrijk                  | |
| Joseph Vandevelde                | Socialist          | Kortrijk                  | |
| Karel Goetghebeur                | Katholiek          | Veurne-Diksmuide-Oostende | Vervangt vanaf 18 juli 1933 Henri Baels, die provinciegouverneur van West-Vlaanderen wordt. |
| Frans Brusselmans                | Katholiek          | Veurne-Diksmuide-Oostende | |
| Georges Marquet                  | Liberaal           | Veurne-Diksmuide-Oostende | |
| Julien Peurquaet                 | Socialist          | Veurne-Diksmuide-Oostende | |
| Jeroom Leuridan                  | Vlaams-nationalist | Veurne-Diksmuide-Oostende | |
| Robert De Man                    | Katholiek          | Ieper                     | |
| Edgard Missiaen                  | Socialist          | Ieper                     | |
| Emile Butaye                     | Vlaams-nationalist | Ieper                     | |
| Pieter van Schuylenbergh         | Katholiek          | Aalst                     | |
| Albert Van Hecke                 | Katholiek          | Aalst                     | |
| Clément Behn                     | Liberaal           | Aalst                     | |
| Alfred Nichels                   | Socialist          | Aalst                     | |
| Karel Leopold Van Opdenbosch     | Vlaams-nationalist | Aalst                     | Zetelt vanaf 28 november 1934 als onafhankelijke. |
| Leo Vindevogel                   | Katholiek          | Oudenaarde                | |
| Alfred Amelot                    | Liberaal           | Oudenaarde                | Secretaris. |
| Eugène Soudan                    | Socialist          | Oudenaarde                | |
| August De Schryver               | Katholiek          | Gent-Eeklo                | |
| Jules Maenhaut van Lemberge      | Katholiek          | Gent-Eeklo                | |
| Adolf Dhavé                      | Katholiek          | Gent-Eeklo                | |
| Lionel Pussemier                 | Katholiek          | Gent-Eeklo                | |
| Fernand van Ackere               | Katholiek          | Gent-Eeklo                | |
| Albert Mariën                    | Liberaal           | Gent-Eeklo                | |
| Edward Anseele                   | Socialist          | Gent-Eeklo                | |
| August Balthazar                 | Socialist          | Gent-Eeklo                | |
| Jozef Chalmet                    | Socialist          | Gent-Eeklo                | |
| Désiré Cnudde                    | Socialist          | Gent-Eeklo                | |
| Hendrik Elias                    | Vlaams-nationalist | Gent-Eeklo                | |
| Jozef De Lille                   | Vlaams-nationalist | Gent-Eeklo                | |
| Hendrik Heyman                   | Katholiek          | Sint-Niklaas              | |
| Auguste Raemdonck van Megrode    | Katholiek          | Sint-Niklaas              | |
| Florent Beeckx                   | Katholiek          | Sint-Niklaas              | |
| Karel Van Hoeylandt              | Socialist          | Sint-Niklaas              | |
| Joseph du Château                | Katholiek          | Dendermonde               | Vervangt vanaf 22 januari 1936 de overleden Emile Tibbaut. |
| Edmond Rubbens                   | Katholiek          | Dendermonde               | |
| Hippolyte Vandemeulebroucke      | Socialist          | Dendermonde               | |
| Jules De Brouwer                 | Socialist          | Dendermonde               | |
| Ernest Drion du Chapois          | Katholiek          | Charleroi                 | |
| Georges Michaux                  | Katholiek          | Charleroi                 | Vervangt vanaf 25 juli 1933 Jean-Elie Bodart, die uit ontevredenheid over het regeringsbeleid ontslag neemt. |
| Edmond Leclercq                  | Liberaal           | Charleroi                 | |
| Alphonse Briart                  | Liberaal           | Charleroi                 | |
| Georges Bohy                     | Socialist          | Charleroi                 | Vervangt vanaf 22 januari 1936 de overleden Jules Destrée. |
| Emile Brunet                     | Socialist          | Charleroi                 | |
| Eugène Van Walleghem             | Socialist          | Charleroi                 | |
| Victor Ernest                    | Socialist          | Charleroi                 | |
| Alfred Lombard                   | Socialist          | Charleroi                 | |
| Corneille Embise                 | Socialist          | Charleroi                 | |
| Henri Glineur                    | Communist          | Charleroi                 | |
| Joseph Bouilly                   | Socialist          | Bergen                    | |
| Ignace Sinzot                    | Katholiek          | Bergen                    | |
| Achille Delattre                 | Socialist          | Bergen                    | |
| Louis Piérard                    | Socialist          | Bergen                    | |
| Leo Collard                      | Socialist          | Bergen                    | |
| Alphonse Louis Goblet            | Socialist          | Bergen                    | |
| Victor Maistriau                 | Liberaal           | Bergen                    | Vervangt vanaf 18 juli 1933 Fulgence Masson, die uit de politiek stapt. |
| Georges Willocq                  | Katholiek          | Zinnik                    | Vervangt vanaf 30 januari 1935 Pierre Delannoy, die voltijds burgemeester van Edingen wordt. |
| Pierre Vouloir                   | Katholiek          | Zinnik                    | |
| Emile Schevenels                 | Socialist          | Zinnik                    | |
| Gaston Hoyaux                    | Socialist          | Zinnik                    | |
| Charles Derbaix                  | Katholiek          | Thuin                     | Vervangt vanaf 4 juni 1935 Léon Gendebien, die wegens gezondheidsredenen ontslag neemt. |
| Ernest Petit                     | Socialist          | Thuin                     | |
| Max Buset                        | Socialist          | Thuin                     | |
| Henri Carton de Tournai          | Katholiek          | Doornik-Aat               | |
| Jacques Haustrate                | Katholiek          | Doornik-Aat               | |
| René Lefebvre                    | Liberaal           | Doornik-Aat               | Vervangt vanaf 3 december 1935 Paul-Emile Janson, die gecoöpteerd senator in de Belgische Senaat wordt. |
| Ursmar Depotte                   | Socialist          | Doornik-Aat               | Vervangt vanaf 30 januari 1934 de overleden Emile Carlier. |
| Jules Hossey                     | Socialist          | Doornik-Aat               | |
| Joseph Nèves                     | Socialist          | Doornik-Aat               | |
| Pierre de Liedekerke de Pailhe   | Katholiek          | Hoei-Borgworm             | |
| Joseph Pierco                    | Liberaal           | Hoei-Borgworm             | Quaestor. |
| Georges Hubin                    | Socialist          | Hoei-Borgworm             | |
| Henri De Rasquinet               | Socialist          | Hoei-Borgworm             | |
| Henri Jaspar                     | Katholiek          | Luik                      | |
| Lambert Dewonck                  | Katholiek          | Luik                      | Vervangt vanaf 7 november 1933 de overleden Jules de Géradon. |
| Hubert Delacolette               | Katholiek          | Luik                      | |
| Emile Jennissen                  | Liberaal           | Luik                      | |
| Désiré Horrent                   | Liberaal           | Luik                      | |
| Joseph Merlot                    | Socialist          | Luik                      | |
| Léon Troclet                     | Socialist          | Luik                      | Quaestor. |
| Georges Truffaut                 | Socialist          | Luik                      | Vervangt vanaf 27 november 1934 Isidore Delvigne, die voorzitter van de Luikse afdeling van de Federatie van Metaalbewerkers wordt. |
| Lucie Dejardin                   | Socialist          | Luik                      | |
| François Van Belle               | Socialist          | Luik                      | Secretaris. |
| Henri Renier                     | Socialist          | Luik                      | |
| François Sainte                  | Socialist          | Luik                      | |
| Julien Lahaut                    | Communist          | Luik                      | |
| Pierre-Hubert David              | Katholiek          | Verviers                  | |
| Sébastien Winandy                | Katholiek          | Verviers                  | Quaestor. |
| Louis Sandront                   | Katholiek          | Verviers                  | |
| Jules Hoen                       | Socialist          | Verviers                  | |
| Mathieu Duchesne                 | Socialist          | Verviers                  | |
| Marc Somerhausen                 | Socialist          | Verviers                  | |
| Jules Van Caenegem               | Katholiek          | Hasselt                   | |
| Emile Blavier                    | Katholiek          | Hasselt                   | |
| Paul Clerckx                     | Katholiek          | Hasselt                   | |
| Pierre Beckers                   | Katholiek          | Tongeren-Maaseik          | |
| Georges de Schaetzen van Brienen | Katholiek          | Tongeren-Maaseik          | Vervangt vanaf 21 november 1933 de overleden Albert Hillen. |
| Henricus Vaes                    | Katholiek          | Tongeren-Maaseik          | |
| Gérard Romsée                    | Vlaams-nationalist | Tongeren-Maaseik          | |
| Jean Merget                      | Katholiek          | Aarlen-Marche-Bastenaken  | |
| Alphonse Materne                 | Katholiek          | Aarlen-Marche-Bastenaken  | |
| Albert Goffaux                   | Socialist          | Aarlen-Marche-Bastenaken  | |
| Jules Poncelet                   | Katholiek          | Neufchâteau-Virton        | Parlementsvoorzitter en voorzitter van de commissie Buitenlandse Zaken en de commissie Koloniën. |
| Ernest Adam                      | Katholiek          | Neufchâteau-Virton        | |
| Edmond Jacques                   | Socialist          | Neufchâteau-Virton        | |
| Louis Huart                      | Katholiek          | Namen                     | |
| Fernand Mathieu                  | Katholiek          | Namen                     | |
| François Bovesse                 | Liberaal           | Namen                     | |
| Joseph Gris                      | Socialist          | Namen                     | |
| Lucien-Marie Harmegnies          | Socialist          | Namen                     | |
| Hyacinthe Housiaux               | Katholiek          | Dinant-Philippeville      | Secretaris. |
| Edouard de Pierpont de Rivière   | Katholiek          | Dinant-Philippeville      | |
| Jules Blavier                    | Socialist          | Dinant-Philippeville      | Vervangt vanaf 23 januari 1934 de overleden Jean-Baptiste Périquet. |
| Denis Henon                      | Socialist          | Dinant-Philippeville      | |

## Commissies
Op 17 april 1935 werd een parlementaire onderzoekscommissie ingesteld belast met het vastleggen van de verantwoordelijkheden inzake de devaluatie van de frank, vastgelegd bij de wet van 30 maart 1935 en het K.B. van 31 maart 1935 (onder de regering-Van Zeeland I).